# Nord du Michigan

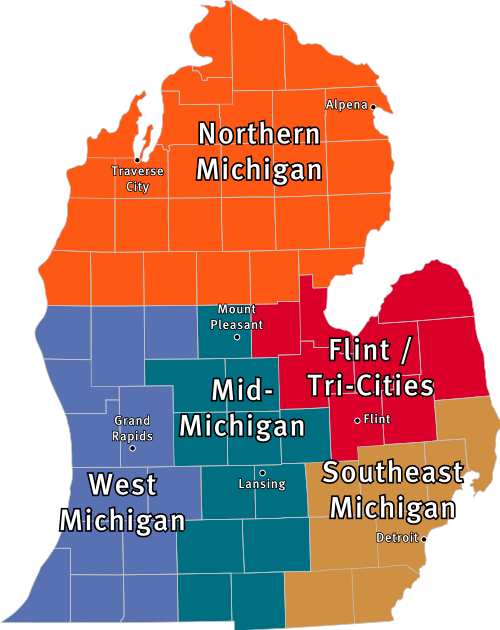
La région Nord du Michigan est en orange sur la carte

Le Nord du Michigan (en anglais : Northern Michigan) est une région de l'État américain du Michigan. Il peut plus correctement être décrit comme « le Nord du Michigan inférieur », car le nom est rarement utilisé pour décrire la péninsule supérieure de l'État. La région n'a pas un statut officiel, et ses frontières ne sont pas définies avec précision. Généralement, la partie de la péninsule au nord de la ville de Mount Pleasant est considérée comme étant dans la région. Le Nord du Michigan contient beaucoup de lacs, forêts et parcs, et il a des littoraux sur deux des Grands Lacs : les lacs Michigan et Huron. Le Sleeping Bear Dunes National Lakeshore se trouve sur la côte nord-ouest.
Historiquement, les industries principales de la région étaient ceux de l'exploitation forestière et le pêche. Aujourd'hui, le tourisme joue un grand rôle dans l'économie. Sa population augmente considérablement pendant l'été, qui est la haute saison touristique. Les villes touristiques populaires incluent Traverse City, Charlevoix, Petoskey, Leland et Mackinaw City. Une autre destination populaire, l'île Mackinac, se trouve dans le détroit de Mackinac, entre la région et la péninsule supérieure.